# 29e cérémonie des Tony Awards
La 29e cérémonie des Tony Awards a eu lieu le 20 avril 1975 au Winter Garden Theatre de Broadway et fut retransmise sur ABC. La cérémonie récompensait les productions de Broadway en cours pendant la saison 1975-1976.

## Cérémonie
La cérémonie présentée par Larry Blyden, George S. Irving, Larry Kert, Carol Lawrence, Michele Lee, Bernadette Peters et Bobby Van.
Le thème de la cérémonie était le Winter Garden Theatre où de nombreux performers de comédie musicale ont fait leurs débuts. 

### Prestations
Lors de la soirée, plusieurs personnalités se sont succédé pour la présentation des prix dont ; Jack Albertson, Eve Arden, Fred Astaire, Milton Berle, Ray Bolger, Carol Channing, Clifton Davis, Buddy Ebsen, Jack Haley Sr., Angela Lansbury, Jack Lemmon, John V. Lindsay, Cleavon Little, Walter Matthau, Vincente Minnelli, Carl Reiner, Rosalind Russell, Joe Smith, Jean Stapleton.
Plusieurs spectacles musicaux présentèrent quelques numéros en live :
- Mame ("Mame" - Angela Lansbury et les hommes)
- Follies ("The Story of Lucy and Jessie" - Alexis Smith et les danseurs)
- Gypsy ("Everything's Coming up Roses" - Angela Lansbury et la troupe)

## Palmarès
| Meilleure pièce | Meilleure comédie musicale |
| --- | --- |
| - Equus – Peter Shaffer - Short Eyes – Miguel Pinero - Same Time, Next Year – Bernard Slade - Seascape – Edward Albee - Sizwe Banzi is Dead et The Island – Athol Fugard, John Kani et Winston Ntshona - The National Health – Peter Nichols | - The Wiz - Mack and Mabel - The Lieutenant - Shenandoah |
| Meilleur livret | Meilleure partition originale |
| - James Lee Barrett, Peter Udell et Philip Rose – Shenandoah - Michael Stewart – Mack & Mabel - Gene Curty, Nitra Scharfman et Chuck Strand – The Lieutenant - William F. Brown – The Wiz | - The Wiz – Charlie Smalls (musique et paroles) - Letter for Queen Victoria – Alan Lloyd (musique et paroles) - Shenandoah – Gary Geld (musique) et Peter Udell (paroles) - The Lieutenant – Gene Curty, Nitra Scharfman et Chuck Strand (musique et paroles) |
| Meilleur acteur dans une pièce | Meilleure actrice dans une pièce |
| - John Kani et Winston Ntshona – Sizwe Banzi is Dead et The Island dans le rôle de plusieurs personnages - Jim Dale – Scapino! dans le rôle de Scapino - Peter Firth – Equus dans le rôle d'Alan Strang - Henry Fonda – Clarence Darrow dans le rôle de Clarence Darrow - Ben Gazzara – Hughie and Duet dans le rôle d'"Erie" Smith - John Wood – Sherlock Holmes dans le rôle de Sherlock Holmes | - Ellen Burstyn – Same Time, Next Year dans le rôle de Doris - Elizabeth Ashley – La Chatte sur un toit brûlant dans le rôle de Maggie Pollitt - Diana Rigg – Le Misanthrope dans le rôle de Celimene - Maggie Smith – Les Amants terribles dans le rôle d'Amanda Prynne - Liv Ullmann – Une maison de poupée dans le rôle de Nora Helmer                                                       |
| Meilleur acteur dans une comédie musicale | Meilleure actrice dans une comédie musicale |
| - John Cullum – Shenandoah dans le rôle de Charlie Anderson - Joel Grey – Goodtime Charley dans le rôle de Charley - Raúl Juliá – Where's Charley? dans le rôle de Charley Wykeham - Eddie Mekka – The Lieutenant dans le rôle du Lieutenant - Robert Preston – Mack & Mabel dans le rôle de Mack Sennett                                                                                         | - Angela Lansbury – Gypsy dans le rôle de Mama Rose - Lola Falana – Doctor Jazz dans le rôle de Edna Mae Sheridan - Bernadette Peters – Mack & Mabel dans le rôle de Mabel Normand - Ann Reinking – Goodtime Charley dans le rôle de Jeanne d'Arc |
| Meilleur acteur de second rôle dans une pièce | Meilleure actrice de second rôle dans une pièce |
| - Frank Langella – Seascape dans le rôle de Leslie - Larry Blyden – Absurd Person Singular dans le rôle de Sidney - Leonard Frey – The National Health dans le rôle de Barnet - Philip Locke – Sherlock Holmes dans le rôle de Professeur Moriarty - George Rose – My Fat Friend dans le rôle d'Henry - Dick Anthony Williams – Black Picture Show dans le rôle d'Alexander                       | - Rita Moreno – The Ritz dans le rôle de Googie Gomez - Linda Miller – Black Picture Show dans le rôle de Jane - Geraldine Page – Absurd Person Singular dans le rôle de Marion - Carole Shelley – Absurd Person Singular dans le rôle de Jane - Elizabeth Spriggs – Le Bel Air de Londres dans le rôle de Lady Gay Spanker - Frances Sternhagen – Equus dans le rôle de Dora Strang            |
| Meilleur acteur de second rôle dans une comédie musicale | Meilleure actrice de second rôle dans une comédie musicale |
| - Ted Ross – The Wiz dans le rôle du Lion - Tom Aldredge – Where's Charley? dans le rôle de Mr. Spettigue - John Bottoms – Dance with Me dans le rôle de Jimmy Dick II - Doug Henning – The Magic Show dans le rôle de Doug - Gilbert Price – The Night That Made America Famous dans le rôle d'un performer - Richard B. Shull – Goodtime Charley dans le rôle de Minguet                        | - Dee Dee Bridgewater – The Wiz dans le rôle de Glinda - Susan Browning – Goodtime Charley dans le rôle d'Agnès Sorel - Zan Charisse – Gypsy dans le rôle de Louise - Taina Elg – Where's Charley? dans le rôle de Donna Lucia D'Alvadorez - Kelly Garrett – The Night That Made America Famous dans le rôle de plusieurs personnages - Donna Theodore – Shenandoah dans le rôle d'Ann Anderson |
| Meilleure mise en scène pour une pièce | Meilleure mise en scène pour une comédie musicale |
| - John Dexter – Equus - Arvin Brown – The National Health - Frank Dunlop – Scapino! - Ronald Eyre – Le Bel Air de Londres - Athol Fugard – Sizwe Banzi is Dead et The Island - Gene Saks – Same Time, Next Year | - Geoffrey Holder – The Wiz - Gower Champion – Mack & Mabel - Grover Dale – The Magic Show - Arthur Laurents – Gypsy |
| Meilleure chorégraphie | Meilleurs décors |
| - George Faison – The Wiz - Gower Champion – Mack & Mabel - Donald McKayle – Doctor Jazz - Margo Sappington – Where's Charley? - Robert Tucker – Shenandoah - Joel Zwick – Dance with Me | - Carl Toms – Sherlock Holmes - Scott Johnson – Dance with Me - Tanya Moiseiwitsch – Le Misanthrope - William Ritman – God's Favorite - Rouben Ter-Arutunian – Goodtime Charley - Robin Wagner – Mack & Mabel |
| Meilleurs costumes | Meilleures lumières |
| - Geoffrey Holder – The Wiz - Arthur Boccia – Where's Charley? - Raoul Pene Du Bois – Doctor Jazz - Willa Kim – Goodtime Charley - Tanya Moiseiwitsch – Le Misanthrope - Patricia Zipprodt – Mack & Mabel | - Neil Peter Jampolis – Sherlock Holmes - Chip Monk – The Rocky Horror Show - Abe Feder – Goodtime Charley - Andy Phillips – Equus - Thomas Skelton – All God's Chillun Got Wings - James Tilton – Seascape |

## Autres récompenses
Une récompense fut décernée à Al Hirschfeld.